# Georg V của Hannover
Georg V (tiếng Đức: Georg Friedrich Alexander Karl Ernst August; 27 tháng 05 năm 1819 - 12 tháng 06 năm 1878) là vua cuối cùng của Vương quốc Hannover, ông chính là người con duy nhất của Vua Ernst August I với Friederike xứ Mecklenburg-Strelitz. Triều đại của Georg V kết thúc bởi Chiến tranh Áo-Phổ khi ông đứng về phe của Đế quốc Áo, dẫn đến việc Vương quốc Phổ tiến hành xâm lược Hannover và cuối cùng sáp nhập vào Phổ trở thành tỉnh Hannover.
Cha của Georg là con trai thứ 5 của Vua George III của Anh, người cai trị cả Vương quốc Anh và Vương quốc Hannover trong một liên minh cá nhân, có nghĩa Georg là cháu nội của Vua George III, và gọi Vua George IV của Anh và William IV của Anh là bác, Nữ vương Victoria là chị họ đời đầu của ông.
Năm 1837, William IV của Anh băng hà, tuy có nhiều con cái, nhưng không có ai là hợp pháp, nên quyền kế thừa ngai vàng Vương quốc Anh được trao lại cho Vương tôn nữ Victoria, con gái của Vương tử Edward, Công tước xứ Kent và Strathearn. Theo Luật Salic thì ngai vàng và tài sản của Vương tộc Hannover ở Đức sẽ không được truyền lại cho nữ giới, nếu trong gia tộc vẫn còn người thừa kế nam, do đó cha của Georg là Công tước xứ Cumberland và Teviotdale đã được thừa kế vương quốc Hannover, điều này cũng đồng nghĩa rằng liên minh cá nhân giữa Anh và Hannover chấm dứt tồn tại.
Ông bị mất thị lực một bên mắt trong một lần ốm thời thơ ấu và mất thị lực bên còn lại do tai nạn năm 1833. Mù lòa khiến ông không thể hiểu biết về thế giới; ông đã hình thành một quan niệm kỳ lạ về phẩm giá của gia tộc Welf và có ý tưởng thành lập một nhà nước Welf vĩ đại ở châu Âu.

## Cuộc sống đầu đời
Công tử George xứ Cumberland và Teviotdale sinh ngày 27 tháng 5 năm 1819 tại Berlin, là con trai duy nhất của Vương tử Ernest Augustus của Liên hiệp Anh, Công tước xứ Cumberland và Teviotdale. Ernest Augustus là con trai thứ 5 của George III của Anh và vợ ông, Charlotte xứ Mecklenburg-Strelitz. Khi mới sinh ra đời, ông đứng thứ 7 trong hàng kế vị ngai vàng Anh và sau đó trở thành con trai của người thừa kế giả định.
Ông được rửa tội bởi Mục sư Henry Thomas Austen (anh trai của tác giả Jane Austen) vào ngày 8 tháng 7 năm 1819 tại một khách sạn ở Berlin nơi cha mẹ ông đang ở. Cha mẹ đỡ đầu của ông là Hoàng tử George, Nhiếp chính vương của Anh (được đại diện bởi Công tước xứ Cumberland), Vua Frederick William III của Phổ, Hoàng đế Alexander I của Nga, Thái tử của Phổ Friedrich Wilhelm, Hoàng tử William của Phổ, Hoàng tử Frederick của Phổ, Hoàng tử Heinrich của Phổ, Hoàng tử Wilhelm của Phổ, Đại công tước Georg xứ Mecklenburg-Strelitz, Công tước Karl xứ Mecklenburg, Hoàng hậu Mariya Fyodorovna, Vương hậu Hà Lan Wilhelmine, Công chúa Augusta Sophia của Vương quốc Anh, Nữ thân vương thế tục xứ Hesse-Homburg Công chúa Elizabeth của Vương quốc Anh, Công chúa Mary (Nữ công tước xứ Gloucester và Edinburgh), Công chúa Sophia của Vương quốc Anh, Công chúa Alexandrine của Phổ, Tuyển hầu xứ phu nhân Augusta xứ Hessen-Kassel, Công tước phu nhân xứ Anhalt-Dessau Công chúa Frederica Wilhelmina của Phổ, Thân vương phu nhân Maria Anna xứ Hesse-Homburg (Công chúa William của Phổ), Thân vương phu nhân Elisabeth Louise xứ Brandenburg-Schwedt (Công chúa Ferdinand của Phổ), Công chúa Louisa của Phổ và Công chúa Louise của Phổ.
George đã trải qua thời thơ ấu ở Berlin và Vương quốc Anh. Ông bị mù một bên mắt sau một trận ốm thời thơ ấu vào năm 1828, và mù mắt còn lại sau một tai nạn vào năm 1833. Cha của ông đã hy vọng rằng hoàng tử trẻ có thể kết hôn với người chị họ là Nữ hoàng Victoria của Anh, người lớn hơn ông 3 ngày tuổi, nhờ đó giữ được sự thống nhất giữa ngai vàng của Anh và Hannover, nhưng kế hoạch đã không thành.

## Thái tử Hannover

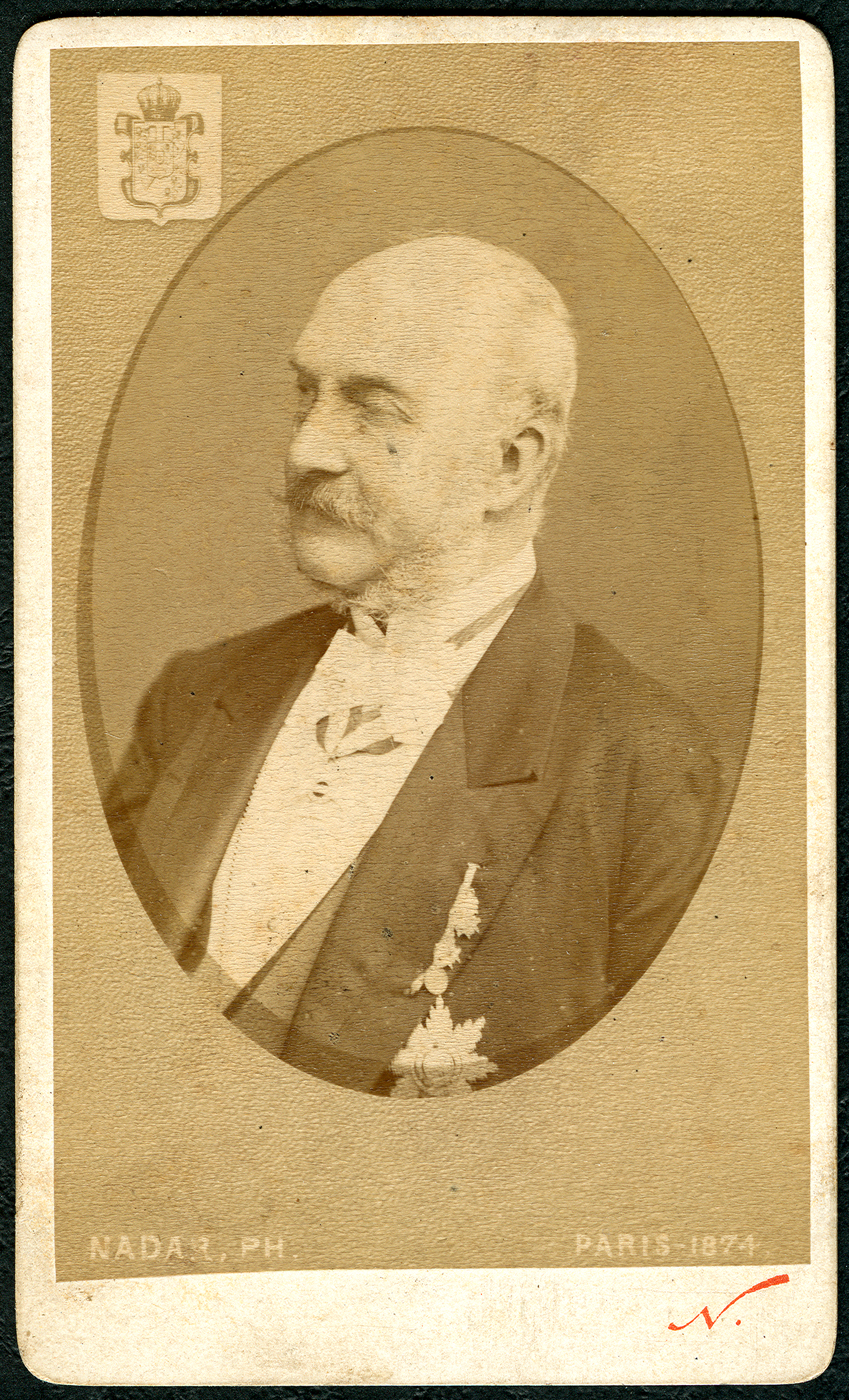
Carte de visite được thực hiện bởi Nadar tại Paris, 1874

Sau cái chết của Vua William IV không để lại người kế vị hợp pháp và ngai vàng sẽ được trao lại Công chúa Victoria, con gái của Cố vương tử Edward, Công tước xứ Kent và Strathearn, liên minh cá nhân kéo dài 123 năm giữa ngai vàng của Anh và Hanover sẽ kết thúc vì luật bán Salic của Hanover ngăn cản một phụ nữ lên ngôi. Công tước xứ Cumberland kế vị ngai vàng Hanover và trở thành vua Ernest Augustus, và con trai duy nhất của ông là Hoàng tử George trở thành Thái tử xứ Hanover. Là hậu duệ hợp pháp của George III trong dòng nam, ông vẫn là thành viên của hoàng gia Anh và đứng thứ hai trong danh sách kế vị ngai vàng Anh cho đến khi đứa con đầu lòng của Nữ hoàng Victoria là Vương nữ Victoria, ra đời vào năm 1840. Vì ông hoàn toàn bị mù, nên đã có những nghi ngờ về việc liệu Thái tử có đủ tiêu chuẩn để kế vị làm vua của Hanover hay không, nhưng cha của ông đã quyết định rằng Georg sẽ là người kế vị của mình.

## Vua Hannover
Thái tử kế vị cha mình với tư cách là Vua của Hanover và Công tước xứ Brunswick-Lüneburg cũng như Công tước xứ Cumberland và Teviotdale thuộc Đẳng cấp quý tộc Đại Anh và Bá tước xứ Armagh, trong Đẳng cấp quý tộc Ireland, vào ngày 18 tháng 11 năm 1851, lên ngôi với vương hiệu George V.
Được ảnh hưởng từ cha và từ bác ruột của mình là Thân vương Charles Frederick xứ Mecklenburg-Strelitz, một trong những người đàn ông có ảnh hưởng nhất tại triều đình Phổ, George đã học được cách nêu cao quan điểm và chuyên quyền đối với chính quyền hoàng gia. Trong suốt 15 năm trị vì của mình, ông thường xuyên xảy ra tranh chấp với Quốc hội Hannover.
Không giống như cha mình, Vua Georg V có ác cảm sâu sắc với Vương quốc Phổ, nơi giáp ranh với Vương quốc Hannover ở phía Tây và phía Đông. Georg thường ủng hộ Đế quốc Áo trong Quốc hội của Bang liên Đức. Ông cũng từ chối cấp phép cho Phổ xây dựng tuyến đường sắt nối thị trấn đồn trú Minden của Phổ đến cảng hải quân Phổ ở Wilhelmshaven, đi qua lãnh thổ của Hannover, dù mẹ vua Phổ và vua Hannover là chị em ruột của nhau.
Chống lại quyết định của quốc hội, ông từ chối đồng ý với yêu cầu trung lập của Phổ và do đó là cắt đứt quan hệ với Bang liên Đức trong Chiến tranh Đức sắp xảy ra, nhưng lại gia nhập các nhà nước trung tâm khác. Khi Chiến tranh Áo-Phổ bắt đầu, chính phủ Phổ đã gửi một công văn vào ngày 15 tháng 6 năm 1866 yêu cầu Hannover phải liên minh với họ và quân đội Hannover phải phục tùng chính quyền của họ nếu không sẽ phải đối mặt với chiến tranh. Mặc dù trước đó đã thấy rõ ràng rằng Hanover không thể giành chiến thắng trong cuộc đối đầu vũ trang với Phổ, nhưng George vẫn từ chối tối hậu thư. Trái ngược với mong muốn của quốc hội, Hanover gia nhập phe Áo trong cuộc chiến. Kết quả là, Quân đội Hanover gồm 20.600 người đã đầu hàng vào ngày 29 tháng 6 năm 1866 sau Trận Langensalza, mặc dù thành công về mặt chiến thuật nhưng lại thua kém về quân số. Nhà vua và hoàng gia đã chạy sang Áo lưu vong. Phổ đã chiếm đóng Hannover.

## Sống lưu vong và nỗ lực giành lại ngai vàng
Đế quốc Áo thua cuộc chiến và một số đồng minh Trung Đức của họ đã bị Phổ sáp nhập, chẳng hạn như Tuyển hầu xứ Hessen và Công quốc Nassau. Georg kiên quyết từ chối thoái vị để ủng hộ con trai mình là Thái tử Ernest Augustus, theo đề xuất của Vương hậu Marie để có thể cứu vãn sự tồn tại của Vương quốc.
Phổ đã sáp nhập Hanover vào ngày 20 tháng 9 năm 1866, mặc dù Vua Phổ, William I, là em họ đời đầu của Vua George V của Hanover; mẹ của họ là chị em gái. Vị vua bị phế truất không bao giờ từ bỏ quyền của mình đối với ngai vàng không còn tồn tại hoặc thừa nhận các hành động sáp nhập của Phổ. Từ nơi lưu vong ở Gmunden, Áo, ông đã kêu gọi các cường quốc châu Âu can thiệp thay cho Hanover một cách vô vọng. Từ 1866 đến 1870, George V duy trì một phần Quân đoàn Guelphic bằng chi phí cá nhân của mình.
Trong khi Hoàng đế Áo Franz Joseph I đã vận động thành công cho Vương quốc Sachsen không bị Phổ xoá xổ tại các cuộc đàm phán hòa bình ở Praha, trong khi đó hoàng đế lại không làm gì để ngăn chặn việc sáp nhập Hannover. Chính vị trí chiến lược của Hannover đã khiến Phổ quyết tâm sáp nhập nó, vì nếu làm được điều đó thì 2 phần lãnh thổ tách rời của Phổ nằm ở Tây và Đông Hannover sẽ được liền mạch với nhau.
Vương hậu Marie cùng các con ở lại Lâu đài Marienburg trong một năm, nhưng sau đó đã đến Áo để hội ngộ với chồng. Ban đầu họ sống ở Viên, nơi Georg mua một ngôi nhà hiện là Đại sứ quán Séc, nhưng vào năm 1868 đã mua một biệt thự mùa hè ở Gmunden, Áo, nơi họ sớm sử dụng làm nơi ở chính.
Từ nơi lưu vong, ông đã kêu gọi vô ích các cường quốc châu Âu can thiệp thay mặt cho Hannover. Từ năm 1866 đến năm 1870, cựu vương Georg V duy trì Quân đoàn Guelphic một phần bằng chi phí cá nhân của mình, hy vọng rằng một Chiến tranh Pháp-Phổ sẽ dẫn đến việc ông có cơ hội chiếm lại vương quốc của mình. Tại Paris, ông đã xuất bản tạp chí Situation, tạp chí này hàng ngày tấn công vào trật tự mới của mọi thứ ở Đức bằng những lời lẽ dữ dội nhất và thúc đẩy lòng căm thù của Pháp đối với một nước Đức đang ngày càng trở nên giống Phổ hơn. Điều khiến ông thất vọng là Napoleon III đã thất bại trong Chiến tranh Pháp-Phổ năm 1871.
Cuối cùng, tất cả những điều này đã dẫn đến việc Phổ đình chỉ khoản bồi thường tài chính đã được hứa hẹn trước đó và tịch thu tài sản cá nhân của ông. Thủ tướng Phổ Otto von Bismarck đã cho quản lý các tài sản bị tịch thu, cái gọi là Quỹ Guelph, được một ủy ban đặc biệt của Phổ ở Hannover quản lý và sử dụng số tiền thu được "để chống lại các hoạt động của Guelph".
Trong thời gian sống lưu vong, ông được bổ nhiệm làm tướng danh dự trong quân đội Anh năm 1876.

## Hôn nhân và hậu duệ

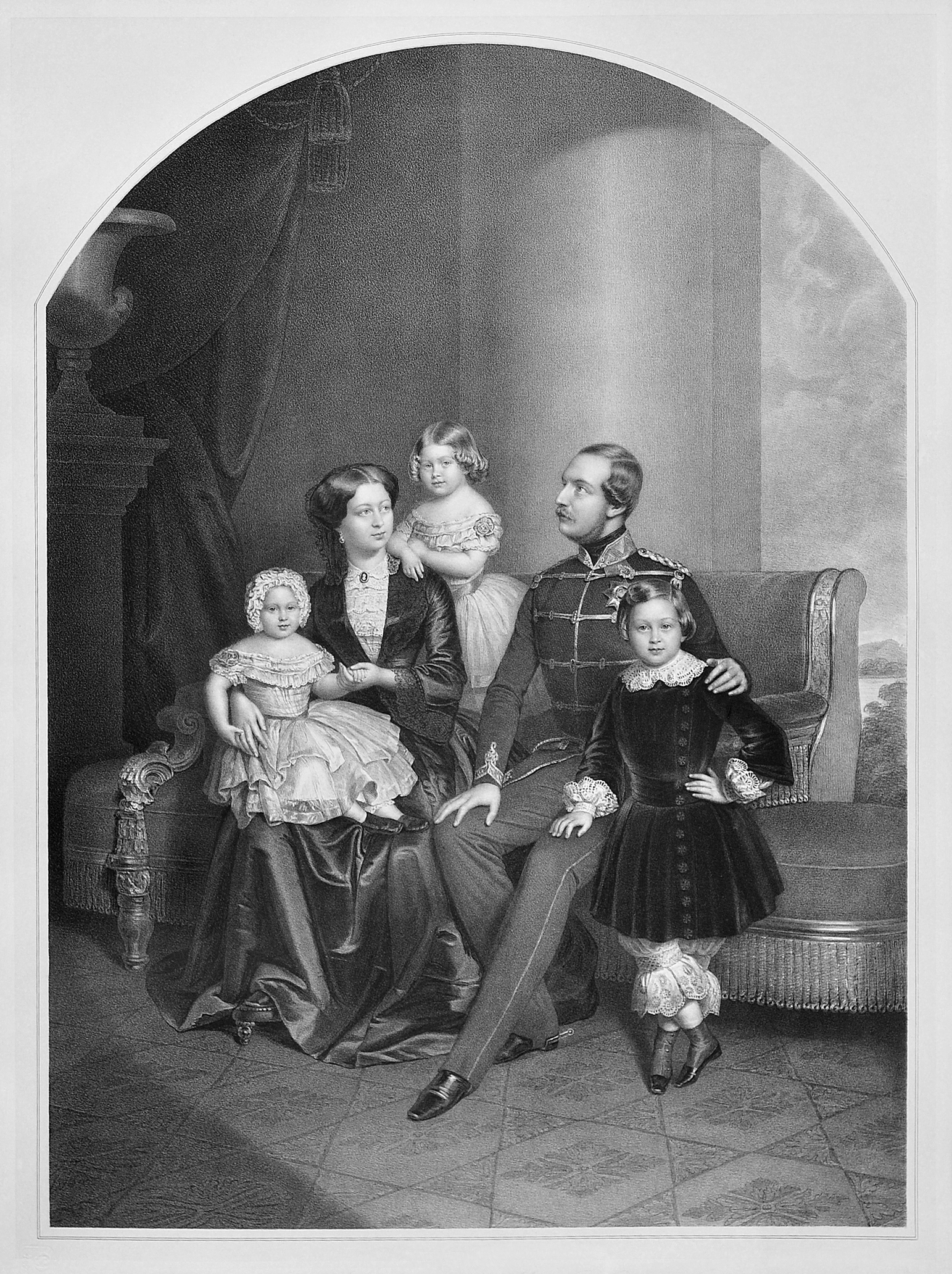
Georg V của Hannover, vợ ông Marie xứ Sachsen-Altenburg và các con của họ Ernst August, Thái tử của Hannover, Vương nữ Frederica của Hannover, và Vương nữ Marie của Hannover

George kết hôn vào ngày 18 tháng 2 năm 1843, tại Hanover với Công chúa Marie xứ Sachsen-Altenburg, con gái lớn của Joseph, Công tước xứ Sachsen-Altenburg, với vợ ông, Nữ công tước Amelia xứ Württemberg. Cặp đôi đã có với nhau 3 người con:
1. Thái tử Ernst August (1845-1923), kết hôn với Vương nữ Thyra của Đan Mạch, có 6 người con, trong đó con trai út là Ernst August được hoàng đế Đức trao lại ngai vàng của Công quốc Braunschweig
2. Vương nữ Frederica của Hannover (1848-1926), kết hôn với Nam tước Alphons von Pawel-Rammingen và đây là một cuộc hôn nhân quý tiện kết hôn, họ có một con gái duy nhất là Nữ Nam tước Victoria.
3. Vương nữ Marie của Hannover (1849-1904), bà chưa từng kết hôn.

## Qua đời
George V qua đời tại dinh thự của ông ở Rue de Presbourg, Paris, vào ngày 12 tháng 6 năm 1878. Ông đã đến đó để tìm kiếm sự hỗ trợ về tài chính và chính trị cho việc tái lập quân đoàn của mình. Sau lễ tang tại Nhà thờ Lutheran ở Rue Chaucat, thi thể của ông được đưa về Anh và chôn cất tại Nhà nguyện St George ở Lâu đài Windsor.

## Di sản
Trong thời gian tại vị, nhà vua đã hỗ trợ phát triển công nghiệp ở các đô thị ở Hannover. Năm 1856, "Georgs-Marien-Bergwerks-und Hüttenverein" được thành lập mang tên ông và vợ. Công ty đã xây dựng một công trình cốt thép mang tên thành phố Georgsmarienhütte.

### Huy hiệu

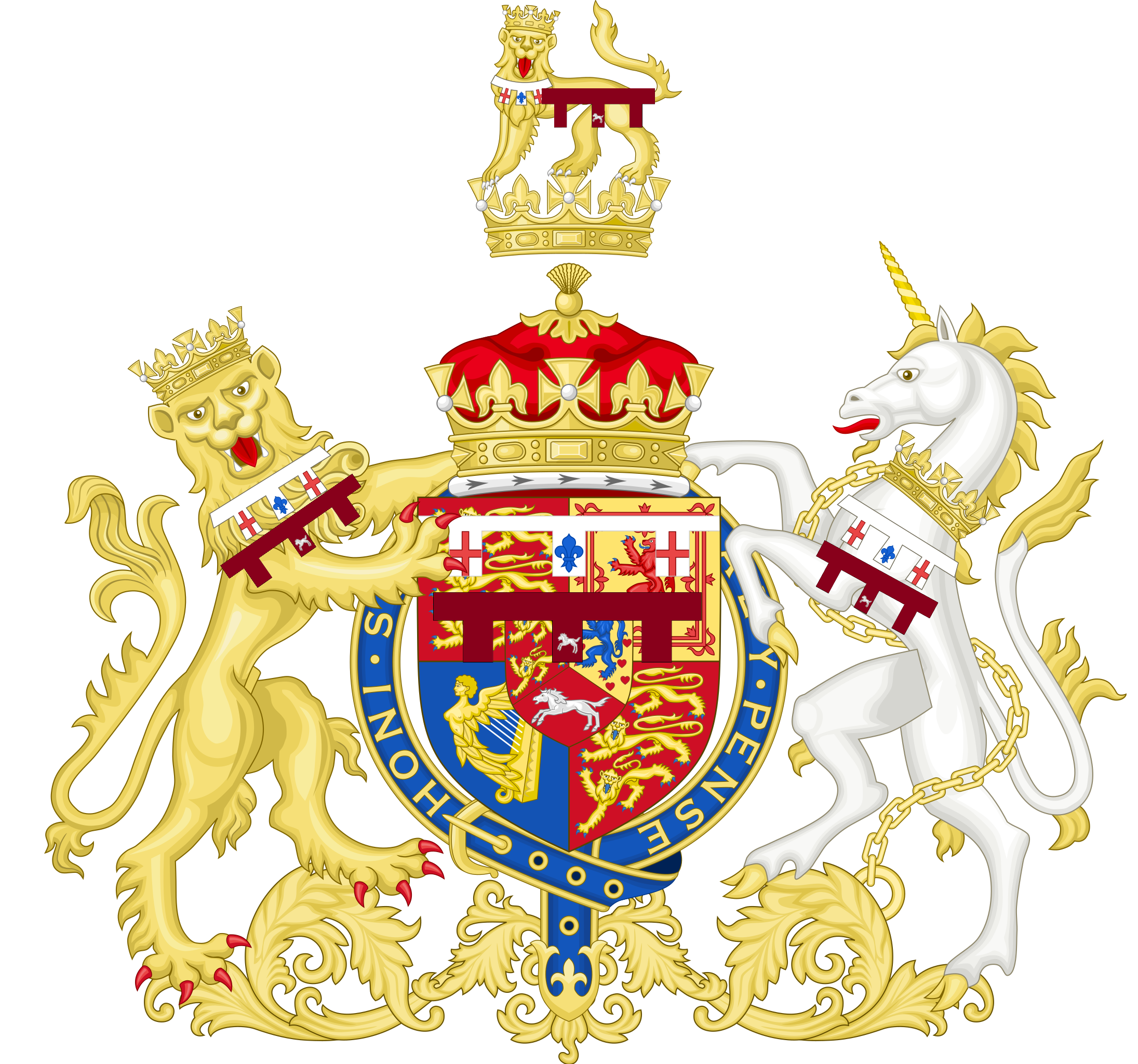
Huy hiệu của vua Georg được cấp vào ngày 15/8/1835

## Tước hiệu, phong cách, vinh dự và huy hiệu

### Tước hiệu và phong cách
- 27 tháng 5 năm 1819 – 20 tháng 6 năm 1837: His Royal Highness Công tử George xứ Cumberland.[18]
- 20 tháng 6 năm 1837 – 18 tháng 11 năm 1851: His Royal Highness Thái tử xứ Hannover.[19]
- 18 tháng 11 năm 1851 – 12 tháng 6 năm 1878: His Majesty Vua của Hannover.[20]

### Vinh dự
- Vương quốc Hanover:
  - Chủ quyền và Thập tự lớn của Huân chương Hoàng gia Guelphic, 1825[13]
  - Chủ quyền và Hiệp sĩ Thánh George, 1839[21]
  - Người sáng lập và Chủ quyền của Huân chương Ernst August, 15 tháng 12 năm 1865
- Liên hiệp Anh: Hiệp sĩ Garter, 15 tháng 8 năm 1835[22]
- Các công tước xứ Ascania: Thập tự lớn của Huân chương Albert Gấu, 16 tháng 6 năm 1840[23]
- Đế quốc Áo:[24]
  - Thập tự lớn của Huân chương Thánh Stephen, 1843
  - Chỉ huy của Huân chương quân sự Maria Theresa, 1866
- Baden:[25]
  - Hiệp sĩ của Huân chương Nhà Fidelity, 1855
  - Thập tự lớn của Huân chương Sư tử Zähringer, 1855
- Vương quốc Bayern: Hiệp sĩ Thánh Hubert, 1852[26]
- Brunswick: Thập tự lớn Huân chương Henry Sư tử[27]
- Vương quốc Bỉ: Dải huy chương lớn của Huân chương Leopold, 25 tháng 5 năm 1853[28]
- Đan Mạch: Hiệp sĩ Voi, 23 tháng 11 năm 1851[29]
- Các công quốc Ernestine: Thập tự lớn của Huân chương Nhà Sachsen-Ernestine, tháng 8 năm 1839[30]
- Đế chế Pháp: Thập tự lớn của Bắc Đẩu Bội tinh, 28 tháng 6 năm 1860[31]
- Mecklenburg: Thập tự lớn của Vương miện Wendish,với Crown in Ore, 29 tháng 10 năm 1865[32]
- Đại công quốc Oldenburg: Thập tự lớn của Huân chương Công tước Peter Friedrich Ludwig, với Vương miện vàng, 11 tháng 9 năm 1841[33]
- Vương quốc Phổ: Hiệp sĩ Đại bàng đen, 14 tháng 6 năm 1838; với cổ áo, 1852[34]
- Công quốc Sachsen-Weimar-Eisenach: Thập tự lớn Huân chương Chim ưng Trắng, 27 tháng 5 năm 1857[35]
- Vương quốc Sachsen: Hiệp sĩ Vương miện Rue, 1852[36]
- *  Tây Ban Nha: Hiệp sĩ Lông cừu vàng, 5 tháng 5 năm 1865[37]
- Thụy Điển Thụy Điển-Na Uy: Hiệp sĩ Seraphim, 9 tháng 9 năm 1852[38]
- Vương quốc Württemberg: Thập tự lớn Huân chương Vương miện Württemberg, 1852[39]

## Tổ tiên
| \| \| \| \| \| \| \| \| \| \| \| 8. Frederick, Thân vương xứ Wales \| \| \| \| \| \| \| \| \| \| \| \| \| \| \| \| \| \| \| \| \| \| \| \| \| \| \| \| \| \| \| \| \| \| \| \| \| \| \| \| \| \| \| \| \| \| \| \| \| \| \| 4. George III của Anh \| \| \| \| \| \| \| \| \| \| \| \| \| \| \| \| \| \| \| \| \| \| \| \| \| \| \| \| \| \| \| \| \| \| \| \| \| \| \| \| \| \| \| \| \| \| \| \| \| \| \| \| \| \| \| \| \| \| \| \| 9. Augusta xứ Sachsen-Gotha-Altenburg \| \| \| \| \| \| \| \| \| \| \| \| \| \| \| \| \| \| \| \| \| \| \| \| \| \| \| \| \| \| \| \| \| \| \| \| \| \| \| \| \| \| \| \| \| \| \| \| \| \| \| \| \| \| \| \| \| \| \| \| 2. Ernst August I của Hannover \| \| \| \| \| \| \| \| \| \| \| \| \| \| \| \| \| \| \| \| \| \| \| \| \| \| \| \| \| \| \| \| \| \| \| \| \| \| \| \| \| \| \| \| \| \| \| \| \| \| \| \| \| \| \| \| \| \| \| \| 10. Công tước Karl Louis Frederick xứ Mecklenburg (= 12) \| \| \| \| \| \| \| \| \| \| \| \| \| \| \| \| \| \| \| \| \| \| \| \| \| \| \| \| \| \| \| \| \| \| \| \| \| \| \| \| \| \| \| \| \| \| \| \| \| \| \| \| \| \| \| \| \| \| \| \| 5. Charlotte xứ Mecklenburg-Strelitz \| \| \| \| \| \| \| \| \| \| \| \| \| \| \| \| \| \| \| \| \| \| \| \| \| \| \| \| \| \| \| \| \| \| \| \| \| \| \| \| \| \| \| \| \| \| \| \| \| \| \| \| \| \| \| \| \| \| \| \| 11. Công chúa Elisabeth Albertine xứ Sachsen-Hildburghausen (= 13) \| \| \| \| \| \| \| \| \| \| \| \| \| \| \| \| \| \| \| \| \| \| \| \| \| \| \| \| \| \| \| \| \| \| \| \| \| \| \| \| \| \| \| \| \| \| \| \| \| \| \| \| \| \| \| \| \| \| \| \| 1. George V của Hannover \| \| \| \| \| \| \| \| \| \| \| \| \| \| \| \| \| \| \| \| \| \| \| \| \| \| \| \| \| \| \| \| \| \| \| \| \| \| \| \| \| \| \| \| \| \| \| \| \| \| \| \| \| \| \| \| \| \| \| \| 12. Công tước Karl Louis Frederick xứ Mecklenburg (= 10) \| \| \| \| \| \| \| \| \| \| \| \| \| \| \| \| \| \| \| \| \| \| \| \| \| \| \| \| \| \| \| \| \| \| \| \| \| \| \| \| \| \| \| \| \| \| \| \| \| \| \| \| \| \| \| \| \| \| \| \| 6. Karl II, Đại công tước xứ Mecklenburg-Strelitz \| \| \| \| \| \| \| \| \| \| \| \| \| \| \| \| \| \| \| \| \| \| \| \| \| \| \| \| \| \| \| \| \| \| \| \| \| \| \| \| \| \| \| \| \| \| \| \| \| \| \| \| \| \| \| \| \| \| \| \| 13. Công chúa Elisabeth Albertine xứ Sachsen-Hildburghausen (= 11) \| \| \| \| \| \| \| \| \| \| \| \| \| \| \| \| \| \| \| \| \| \| \| \| \| \| \| \| \| \| \| \| \| \| \| \| \| \| \| \| \| \| \| \| \| \| \| \| \| \| \| \| \| \| \| \| \| \| \| \| 3. Friederike xứ Mecklenburg-Strelitz \| \| \| \| \| \| \| \| \| \| \| \| \| \| \| \| \| \| \| \| \| \| \| \| \| \| \| \| \| \| \| \| \| \| \| \| \| \| \| \| \| \| \| \| \| \| \| \| \| \| \| \| \| \| \| \| \| \| \| \| 14. Thân vương George William xứ Hessen-Darmstadt \| \| \| \| \| \| \| \| \| \| \| \| \| \| \| \| \| \| \| \| \| \| \| \| \| \| \| \| \| \| \| \| \| \| \| \| \| \| \| \| \| \| \| \| \| \| \| \| \| \| \| \| \| \| \| \| \| \| \| \| 7. Công chúa Friederike xứ Hessen-Darmstadt \| \| \| \| \| \| \| \| \| \| \| \| \| \| \| \| \| \| \| \| \| \| \| \| \| \| \| \| \| \| \| \| \| \| \| \| \| \| \| \| \| \| \| \| \| \| \| \| \| \| \| \| \| \| \| \| \| \| \| \| 15. Nữ bá tước Maria Louise Albertine xứ Leiningen-Dagsburg-Falkenburg \| \| \| \| \| \| \| \| \| \| \| \| \| \| \| \| \| \| \| \| \| \| \| \| \| \| \| \| \| \| \| \| \| \| \| \| \| \| \| \| \| \| \| |                                                                        |  |  |  |  |  |  |  |  |                                   |  |  |  |
| |                                                                        |  |  |  |  |  |  |  |  | 8. Frederick, Thân vương xứ Wales |  |  |  |
| |                                                                        |  |  |  |  |  |  |  |  |                                   |  |  |  |
| |                                                                        |  |  |  |  |  |  |  |  |                                   |  |  |  |
| |                                                                        |  |  |  |  |  |  |  |  |                                   |  |  |  |
| | 4. George III của Anh                                                  |  |  |  |  |  |  |  |  |                                   |  |  |  |
| |                                                                        |  |  |  |  |  |  |  |  |                                   |  |  |  |
| |                                                                        |  |  |  |  |  |  |  |  |                                   |  |  |  |
| |                                                                        |  |  |  |  |  |  |  |  |                                   |  |  |  |
| | 9. Augusta xứ Sachsen-Gotha-Altenburg                                  |  |  |  |  |  |  |  |  |                                   |  |  |  |
| |                                                                        |  |  |  |  |  |  |  |  |                                   |  |  |  |
| |                                                                        |  |  |  |  |  |  |  |  |                                   |  |  |  |
| |                                                                        |  |  |  |  |  |  |  |  |                                   |  |  |  |
| | 2. Ernst August I của Hannover                                         |  |  |  |  |  |  |  |  |                                   |  |  |  |
| |                                                                        |  |  |  |  |  |  |  |  |                                   |  |  |  |
| |                                                                        |  |  |  |  |  |  |  |  |                                   |  |  |  |
| |                                                                        |  |  |  |  |  |  |  |  |                                   |  |  |  |
| | 10. Công tước Karl Louis Frederick xứ Mecklenburg (= 12)               |  |  |  |  |  |  |  |  |                                   |  |  |  |
| |                                                                        |  |  |  |  |  |  |  |  |                                   |  |  |  |
| |                                                                        |  |  |  |  |  |  |  |  |                                   |  |  |  |
| |                                                                        |  |  |  |  |  |  |  |  |                                   |  |  |  |
| | 5. Charlotte xứ Mecklenburg-Strelitz                                   |  |  |  |  |  |  |  |  |                                   |  |  |  |
| |                                                                        |  |  |  |  |  |  |  |  |                                   |  |  |  |
| |                                                                        |  |  |  |  |  |  |  |  |                                   |  |  |  |
| |                                                                        |  |  |  |  |  |  |  |  |                                   |  |  |  |
| | 11. Công chúa Elisabeth Albertine xứ Sachsen-Hildburghausen (= 13)     |  |  |  |  |  |  |  |  |                                   |  |  |  |
| |                                                                        |  |  |  |  |  |  |  |  |                                   |  |  |  |
| |                                                                        |  |  |  |  |  |  |  |  |                                   |  |  |  |
| |                                                                        |  |  |  |  |  |  |  |  |                                   |  |  |  |
| | 1. George V của Hannover                                               |  |  |  |  |  |  |  |  |                                   |  |  |  |
| |                                                                        |  |  |  |  |  |  |  |  |                                   |  |  |  |
| |                                                                        |  |  |  |  |  |  |  |  |                                   |  |  |  |
| |                                                                        |  |  |  |  |  |  |  |  |                                   |  |  |  |
| | 12. Công tước Karl Louis Frederick xứ Mecklenburg (= 10)               |  |  |  |  |  |  |  |  |                                   |  |  |  |
| |                                                                        |  |  |  |  |  |  |  |  |                                   |  |  |  |
| |                                                                        |  |  |  |  |  |  |  |  |                                   |  |  |  |
| |                                                                        |  |  |  |  |  |  |  |  |                                   |  |  |  |
| | 6. Karl II, Đại công tước xứ Mecklenburg-Strelitz                      |  |  |  |  |  |  |  |  |                                   |  |  |  |
| |                                                                        |  |  |  |  |  |  |  |  |                                   |  |  |  |
| |                                                                        |  |  |  |  |  |  |  |  |                                   |  |  |  |
| |                                                                        |  |  |  |  |  |  |  |  |                                   |  |  |  |
| | 13. Công chúa Elisabeth Albertine xứ Sachsen-Hildburghausen (= 11)     |  |  |  |  |  |  |  |  |                                   |  |  |  |
| |                                                                        |  |  |  |  |  |  |  |  |                                   |  |  |  |
| |                                                                        |  |  |  |  |  |  |  |  |                                   |  |  |  |
| |                                                                        |  |  |  |  |  |  |  |  |                                   |  |  |  |
| | 3. Friederike xứ Mecklenburg-Strelitz                                  |  |  |  |  |  |  |  |  |                                   |  |  |  |
| |                                                                        |  |  |  |  |  |  |  |  |                                   |  |  |  |
| |                                                                        |  |  |  |  |  |  |  |  |                                   |  |  |  |
| |                                                                        |  |  |  |  |  |  |  |  |                                   |  |  |  |
| | 14. Thân vương George William xứ Hessen-Darmstadt                      |  |  |  |  |  |  |  |  |                                   |  |  |  |
| |                                                                        |  |  |  |  |  |  |  |  |                                   |  |  |  |
| |                                                                        |  |  |  |  |  |  |  |  |                                   |  |  |  |
| |                                                                        |  |  |  |  |  |  |  |  |                                   |  |  |  |
| | 7. Công chúa Friederike xứ Hessen-Darmstadt                            |  |  |  |  |  |  |  |  |                                   |  |  |  |
| |                                                                        |  |  |  |  |  |  |  |  |                                   |  |  |  |
| |                                                                        |  |  |  |  |  |  |  |  |                                   |  |  |  |
| |                                                                        |  |  |  |  |  |  |  |  |                                   |  |  |  |
| | 15. Nữ bá tước Maria Louise Albertine xứ Leiningen-Dagsburg-Falkenburg |  |  |  |  |  |  |  |  |                                   |  |  |  |
| |                                                                        |  |  |  |  |  |  |  |  |                                   |  |  |  |
| |                                                                        |  |  |  |  |  |  |  |  |                                   |  |  |  |